# Tofino
|                       | Jan   | Feb   | Mär   | Apr   | Mai   | Jun   | Jul  | Aug  | Sep   | Okt   | Nov   | Dez   |   |         |
| Mittl. Tagesmax. (°C) | 7,6   | 8,6   | 9,7   | 11,6  | 14,3  | 16,3  | 18,5 | 18,8 | 17,7  | 13,5  | 9,8   | 7,8   | ⌀ | 12,9    |
| Mittl. Tagesmin. (°C) | 1,4   | 1,9   | 2,3   | 3,7   | 6,2   | 8,6   | 10,2 | 10,6 | 8,9   | 6,0   | 3,3   | 1,7   | ⌀ | 5,4     |
|                       |       |       |       |       |       |       |      |      |       |       |       |       |   |         |
| Niederschlag (mm)     | 435,6 | 381,8 | 355,1 | 248,9 | 165,3 | 137,9 | 76,8 | 93,9 | 133,5 | 340,2 | 474,9 | 462,0 | Σ | 3.305,9 |

| 1,4 |

| 1,9 |

| 2,3 |

| 3,7 |

| 6,2 |

| 8,6 |

| 10,2 |

| 10,6 |

| 8,9 |

| 6,0 |

| 3,3 |

| 1,7 |

| 1,4 |

| 1,9 |

| 2,3 |

| 3,7 |

| 6,2 |

| 8,6 |

| 10,2 |

| 10,6 |

| 8,9 |

| 6,0 |

| 3,3 |

| 1,7 |

Tofino ist ein Ort an der Westküste von Vancouver Island in British Columbia, Kanada, im Verwaltungsbezirk Alberni-Clayoquot Regional District.
Tofino wurde nach dem spanischen Kartographen, Mathematiker und Marineoffizier Vicente Tofiño de San Miguel (1732–1795) benannt. Der Ort liegt am Rande der Esowista Peninsula und gehört damit zum Gebiet des Clayoquot Sound. Außerdem ist der Ort vom Biosphärenreservat Clayoquot Sound, einem im Jahr 2000 von der UNESCO anerkanntem Biosphärenreservat, umgeben.
Die Einwohnerzahl steigt im Sommer auf das Zehnfache an und es kam in den letzten Jahren immer wieder zu Engpässen in der Trinkwasserversorgung. Die Trinkwasserknappheit im Sommer 2006 führte zu drastischen Einschränkungen für die Touristen, was zu Planungen zum Umbau der Trinkwasserversorgung führte.

## Geschichte
Der erste nachweisliche Kontakt zwischen den ansässigen First Nation vom Stamm der Hesquiaht und Europäern erfolgte im Rahmen einer Expedition durch den spanischen Kapitän Juan José Pérez Hernández (auch bekannt als Juan Pérez) im Jahr 1774.
Diesem ersten Kontakt folgte dann im Jahr 1778 der nächste Kontakt der ansässigen First Nation mit Europäern, dem englischen Entdecker James Cook auf seiner dritten Südseereise entlang der Küste Vancouver Islands.
Bei der Expedition im Jahr 1792, durch die spanischen Marineoffiziere Dionisio Alcalá Galiano und Antonio Valdéz y Fernández Bazán, zur Erkundung der Insel wurde in den Berichten und Karten erstmal der Name Tofino verwendet. Vicente Tofiño de San Miguel war der Kartograph der Expedition.
Die heutige Gemeinde Tofino entwickelte sich etwa ab 1890. Vorher war eine nahegelegene Ansiedlung auf Stubbs Island die Hauptansiedlung der europäischen Pelzjäger und Pelzhändler in der Region. Ab 1909 zogen vermehrt europäische Siedler und Farmer, hauptsächlich norwegischer, englischer und schottischer Abstammung, in die entstehende Gemeinde. Ab etwa 1900 wurde Morpheus Island, in Fortsetzung der Gepflogenheiten der First Nations, als Friedhof genutzt. Am 1. Februar 1909 erhielt die Gemeinde dann auch ein Postamt.
Die Zuerkennung der kommunalen Selbstverwaltung für die Gemeinde erfolgte am 5. Februar 1932 (incorporated als Village Municipality).
Im Jahr 1971 wurde die „Christie Indian Residential School“ (auch bekannt als „Kakawis Indian Residential School“) von Meares Island, wo sie 1900 eingerichtet worden war, nach Tofino verlegt. Ab 1920 wurde das System der Residential Schools eingeführt, als der Schulbesuch in ganz Kanada obligatorisch wurde. Alle Kinder der Tla-o-qui-aht zwischen 7 und 15 Jahren mussten nun diese Schulen besuchen. Dieses System sollte anfangs zu einem der Haupthebel der Integrationspolitik werden, doch führten die gewalttätigen Verhältnisse an diesen Schulen zu einer Welle von Klagen. Allgemein kam es in diesen Schulen, welche in der Regel von kirchlichen Organisationen betrieben wurden, zu Tausenden von Übergriffen auf die Schüler und zu hohen Sterblichkeitsraten, für die sich die kanadische Bundesregierung im Jahr 2008 entschuldigte. 1983 wurde die Schule in Tofino, als eine der letzten dieser Schulen in Kanada, geschlossen.

## Demographie
Der Zensus im Jahr 2021 ergab für die Stadt eine Bevölkerung von 2516 Einwohnern, nachdem der Zensus im Jahr 2016 für die Gemeinde noch eine Bevölkerung von nur 1967 Einwohnern ergeben hatte. Die Bevölkerung hat damit im Vergleich zum letzten Zensus im Jahr 2016 deutlich stärker als der Trend in der Provinz um 27,9 % zugenommen, während der Provinzdurchschnitt bei einer Bevölkerungszunahme von 7,6 % lag. Im letzten Zensuszeitraum von 2011 bis 2016 hatte die Bevölkerung noch unterdurchschnittlich um 3,0 % zugenommen, bei einer durchschnittlichen Bevölkerungszunahme von 5,6 % in der Provinz. Der Zensus im Jahr 2011 ergab für die Kleinstadt eine Bevölkerung von 1876 Einwohnern und damit einen Bevölkerungszuwachs von 13,4 % zum Jahr 2006, während die Bevölkerung in der gesamten Provinz British Columbia gleichzeitig um 7,0 % anwuchs.
Im Rahmen des „Census 2021“ wurde für die Gemeinde ein Medianalter von 36,4 Jahren ermittelt. Das Medianalter der Provinz lag 2021 bei 42,8 Jahren. Das örtliche Durchschnittsalter lag bei 38,5 Jahren, bzw. bei 43,1 Jahren in der Provinz. Beim „Census 2016“ wurde für die Gemeinde noch ein Medianalter von 35,9 Jahren ermittelt und für die Provinz von 43,0 Jahren, sowie ein örtliches Durchschnittsalter von 38,3 Jahren bzw. von 42,3 Jahren in der Provinz. Beim „Census 2011“ wurde für die Gemeinde noch ein Medianalter von 33,7 Jahren ermittelt und für die Provinz von 41,9 Jahren.

## Verkehr
Tofino ist seit 1959 über eine Straßenverbindung, den Highway 4, über Parksville nach Nanaimo an die Ostküste der Insel angebunden. Linienbusse von Nanaimo und der Hauptstadt British Columbias Victoria fahren Tofino regelmäßig an und versorgen den Ort darüber auch mit Post und Tageszeitungen. Das Festland, der Raum um  Vancouver, ist mit Fähren über Nanaimo zu erreichen, sowie der Raum um Seattle mit Fähren über Victoria.
Etwa 11 Kilometer südöstlich der Gemeinde befindet sich der Tofino/Long Beach Airport. Im Hafen von Tofino, geschützt durch die vorgelagerten Inseln, befindet sich der Wasserflugplatz der Gemeinde.

## Wirtschaft
Das Durchschnittseinkommen (Median Income) der Einwohner lag im Jahr 2005 bei 22.696 C$ und damit deutlich unter dem Durchschnittseinkommen der gesamten Provinz British Columbia von 24.867 C$.
Der wirtschaftliche Schwerpunkt ergibt sich aus dem Tourismus und damit verbunden aus den jeweiligen Schwankungen.

## Tourismus

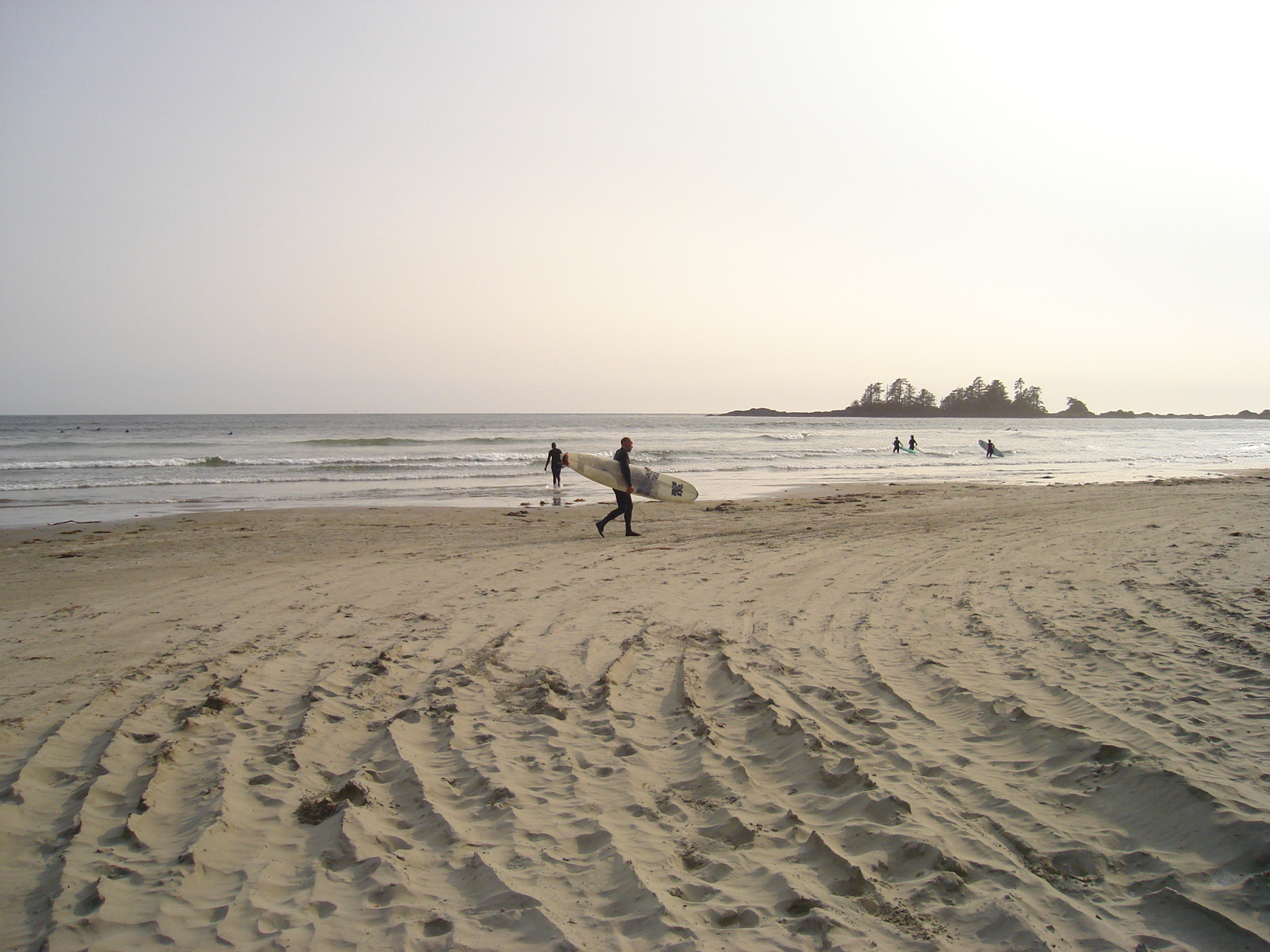
Tofino Sandstrand mit Surfern

Tofino und das nahegelegene Ucluelet sind die dem Pacific-Rim-Nationalpark am nächsten gelegenen Orte und daher die entsprechenden Ausgangsorte für Besuche dort. Im Sommer wird Tofino Anziehungspunkt für Surfer, Wanderer, Camper und „Whale Watcher“. Auch „Bear-Watching“ und Touren zur Hot Spring Cove werden angeboten.
Erwähnenswert für Walbeobachter ist das jährliche Whale Festival Anfang März. Bei diesem Festival wird die Ankunft der Grauwale gefeiert, die auf ihrem Weg von Mexiko nach Alaska einen Stopp in Tofino einlegen. Dieses Festival ist die Einleitung der Whale-Watching-Saison in Tofino, da einige der Grauwale das ganze Jahr über in Tofino bleiben. Tofino ist einer der besten Ort für Whale Watching, da die Saison für Wale von Mitte Februar bis Ende November reicht. Die Saison ist somit eine der längsten von ganz Vancouver Island.

## Trivia
Tofino dient als ein beliebter Drehort für Musikvideos und Kinofilme. So wurden in den vergangenen Jahren mehrere Filme an verschiedenen Orten in der Stadt gedreht. Darunter Musiker/Musikbands und Filme:
- The Planet Smashers, eine Band der dritten Ska-Welle aus Montreal, Québec, Kanada
- Gob, eine kanadische Pop-Punk-Band aus Vancouver, British Columbia, drehte ihr Musikvideo „No Regrets“, am Long Beach.
- Alaska – Die Spur des Polarbären (1996)
- The Fog Nebel des Grauens  (2005) – Das Remake von John Carpenter’s The Fog (1980). Die Strandszenen wurden auf dem  MacKenzie Beach gedreht.
- Ein Jahr vogelfrei! – Ein Komödienfilm wurde im Mai 2010 in Tofino gedreht. Schauspieler sind Jack Black, Owen Wilson und Steve Martin.

Einer der Schauplätze in Frank Schätzings Roman Der Schwarm ist in Tofino angesiedelt.

## Töchter und Söhne der Stadt
- Carol Windley (* 1947), Schriftstellerin